# Bar (Corrèze)
Bar é uma comuna francesa na região administrativa da Nova Aquitânia, no departamento de Corrèze. Estende-se por uma área de 20,82 km². Em 2010 a comuna tinha 313 habitantes (densidade: 15 hab./km²).